# Georg Simler
Georg Simler (* um 1477 in Wimpfen; † 1536 in Tübingen), als Autor zunächst unter dem Pseudonym Georgius Relmisius, einer Umstellung seines Namens, war von 1497 bis 1510 ein in gelehrten Kreisen seiner Zeit bekannter Schulpädagoge in Pforzheim und später Hochschullehrer in Tübingen. Er gehörte zum Freundeskreis des Humanisten und Rechtsgelehrten Johannes Reuchlin. 1506 war er bei der Drucklegung der Rudimenta Hebraica Reuchlins als Korrektor beteiligt.
Aufsehen erregte Simler durch die 1507 publizierte Pforzheimer Erstausgabe seines Kommentars zu Reuchlins Satire Sergius. Schließlich gelang ihm 1512, zwei Jahre nach seiner Übersiedlung nach Tübingen, ein großer Wurf mit seiner bei Thomas Anshelm in Tübingen gedruckten griechischen Grammatik Isagogicum sive introductorium in literas graecas. Als einer der Ordinarien an der Tübinger Juristenfakultät (seit 1518) mit dem inzwischen erworbenen Titel eines Doktors des kirchlichen und weltlichen Rechts (utriusque iuris doctor) hinterließ er kein weiteres wissenschaftliches Werk.

## Studium und Lehrtätigkeit
Georg Simler studierte an den Artistenfakultäten Leipzig (1490–1493), Köln (1493–1495) und Heidelberg (1495–1497). Als Präzeptor und wenige Jahre später als deren Rektor entwickelte er seit 1497 die städtische Lateinschule in Pforzheim zu einer der angesehensten Schulen im süddeutschen Raum. Unter ihm lehrte dort ab 1497/1498 Johannes Hiltebrant, der später ebenfalls in Tübingen aktiv wurde. Zu den prominenten Schülern Simlers gehörte der spätere Wittenberger Professor Philipp Melanchthon und der spätere Tübinger Professorkollege Johannes Kingsattler. Nach seinem Wechsel im Sommer 1510 an die Universität Tübingen wurde er sogleich am 15. Juli dieses Jahres als Leipziger Bakkalar zum Magister promoviert und gehörte seither zu den profiliertesten Lehrkräften der Artistenfakultät, 1515 als Konventor in der Realistenburse.
Daneben begann er ein Jurastudium, bei dem sich auch eine enge Beziehung zum Ordinarius für römisches Recht Johannes Gentner alias Adler, Aquila, Halietus entwickelte. 1516 wirkte er beim Druck des Traktats Gentners (Adlers) zum Spielrecht als Korrektor (orthosynthaticus) mit. In freundschaftlicher Beziehung stand er auch zum Tübinger Astronomieprofessor Johannes Stöffler, für den er bereits 1512/1513 zwei Epigramme verfasste.
Am 2. November 1515 erhielt er als Lizentiat im kirchlichen und weltlichen Recht eine Lehramtsvertretung in der Tübinger Juristenfakultät für den Extraordinarius im römischen Recht Johannes Lupfdich bis zu dessen Tod 1518. Nachdem er inzwischen um 1516 utriusque iuris doctor geworden war, erhielt er am 12. Februar 1518 als Nachfolger des kurz zuvor gleichfalls verstorbenen Johannes Gentner (Adler) dessen Ordinariat im römischen Recht, 1522 auf Lebenszeit zusammen mit den fünf anderen besoldeten Lehrstuhlinhabern der Juristenfakultät. Er konzentrierte sich in der Zeit der österreichischen Regentschaft in Württemberg (1520–1534) auf seinen Rechtsunterricht, wurde aber auch wiederholt an Verwaltungsgeschäften der Universität beteiligt.
Nach der Rückkehr Herzog Ulrichs nach Württemberg behielt er seine auf Lebenszeit verliehene Professur. Er war im Sommersemester 1535 nochmals Dekan der Juristenfakultät und am 26. Oktober 1535 nochmals als Promotor an Doktorpromotionen beteiligt. Vermutlich nach einem Schlaganfall starb er 1536 in Tübingen, ohne zuvor bei der Reform der Tübinger Universität besonders hervorgetreten zu sein.